# Paramaccaners
De Paramaccaners (Paramaccaans: Paamaka) zijn een van de Marron-stammen van Suriname. De Paramaccaners wonen voornamelijk in het Paramacca ressort in Sipaliwini, Suriname, en het grensgebied met Frans-Guyana. De Paramaccaners hadden in 1872 een vredesverdrag gesloten met de Surinaamse overheid, en verkregen autonomie.

## Taal
Zij spreken een eigen taal, het Paramaccaans, die volgens schattingen nog door zo'n duizend mensen gesproken wordt. Het wordt door Ethnologue als een dialect van het Aukaans gezien.

## Geschiedenis
De Paramaccaners hebben hun oorsprong in slaven die rond 1830 ontsnapten van de plantages Handtros (of Entros), Hazard, en Molhoop.:3
In 1856 rapporteerde August Kappler dat het volk dorpen had gesticht aan de Paramaccakreek. In 1872 werd een vredesverdrag gesloten met de Surinaamse overheid, en verkreeg het volk autonomie. Frans Kwaku werd officieel geïnstalleerd als eerste granman.:18-19 In 1897 werd het dorp Langatabbetje gesticht door Apensa als granman.
Tijdens de Binnenlandse Oorlog waren de Paramaccaners gelieerd met het Junglecommando. Een gedeelte van het volk was Suriname ontvlucht en heeft zich gevestigd aan de Franse zijde van de Marowijnerivier. In 2014 woonden ongeveer 4.900 Paramaccaners in Frans-Guyana.
Rond 11 september 2019 kwamen de traditionele gezagdragers van de Paramaccaners en de Aukaners tot overeenstemming over hun onderlinge grens, ter hoogte van Bofoo Tabiki in de buurt van het eiland Mooi Santi. Het ressort Paramacca is van Tapanahony afgescheiden als woongebied voor de Paramaccaners.
Sinds 2020 is Jozef Forster de granman van de Paramaccaners.

## Dorpen

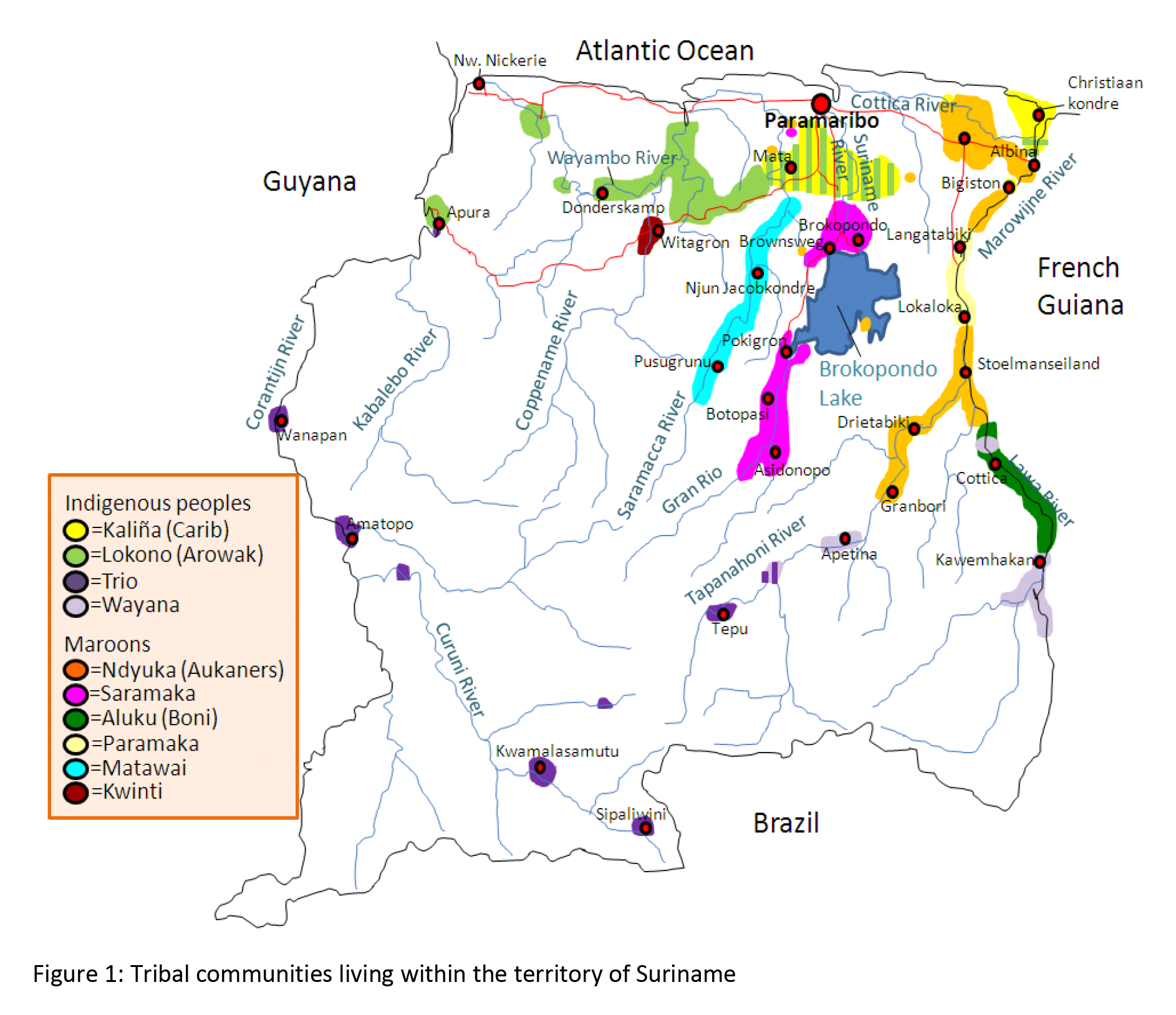
Spreiding van de inheemsen en marrons
Paramaccaners in het geel tussen Langatabiki en Lokaloka aan de Marowijnerivier

- Koina
- Langatabiki
- Lokaloka
- Nason
- New Libi
- Providence
- Sikisani

## Galerij

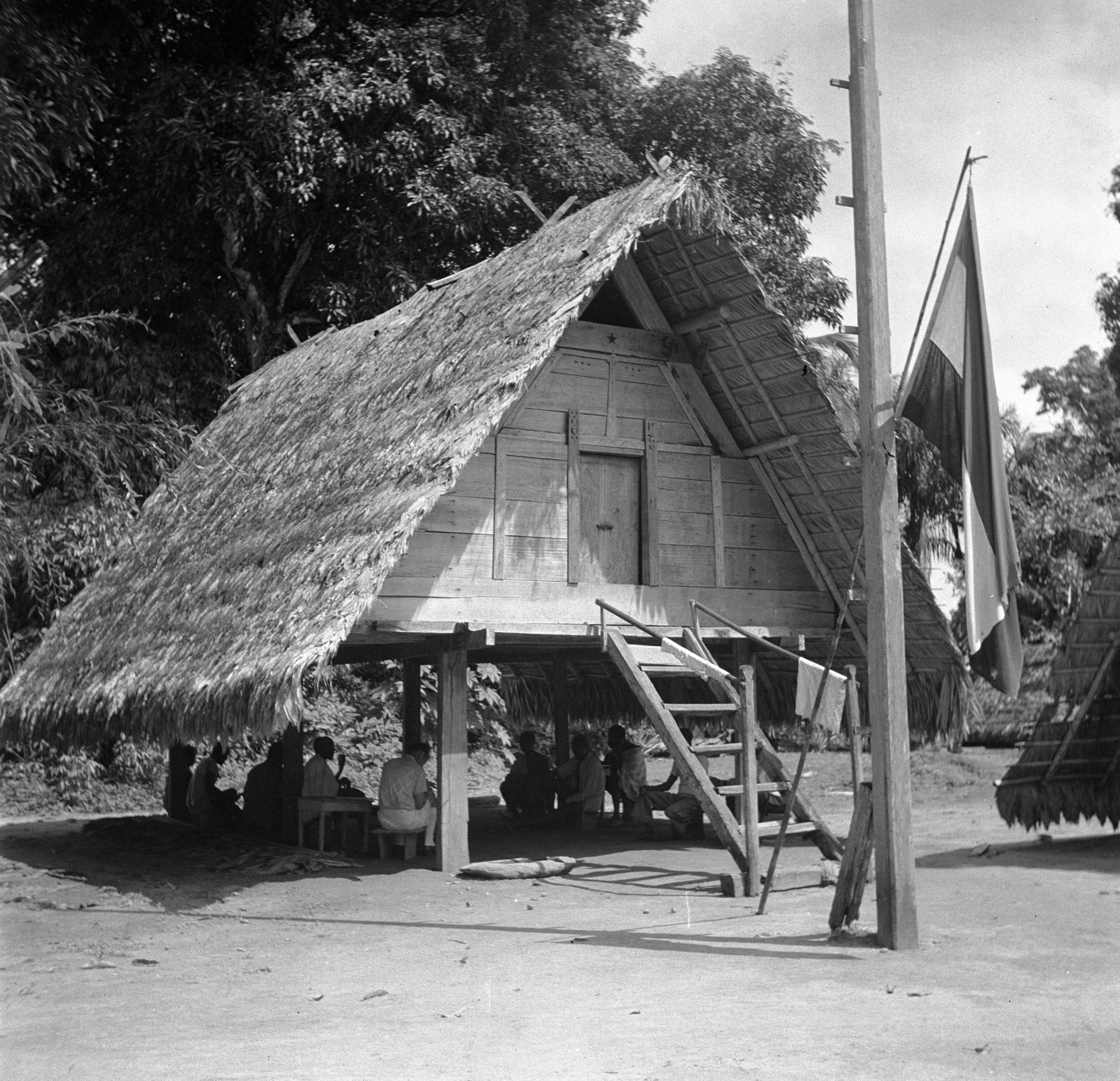
Bijeenkomst onder een paalwoning (1947)
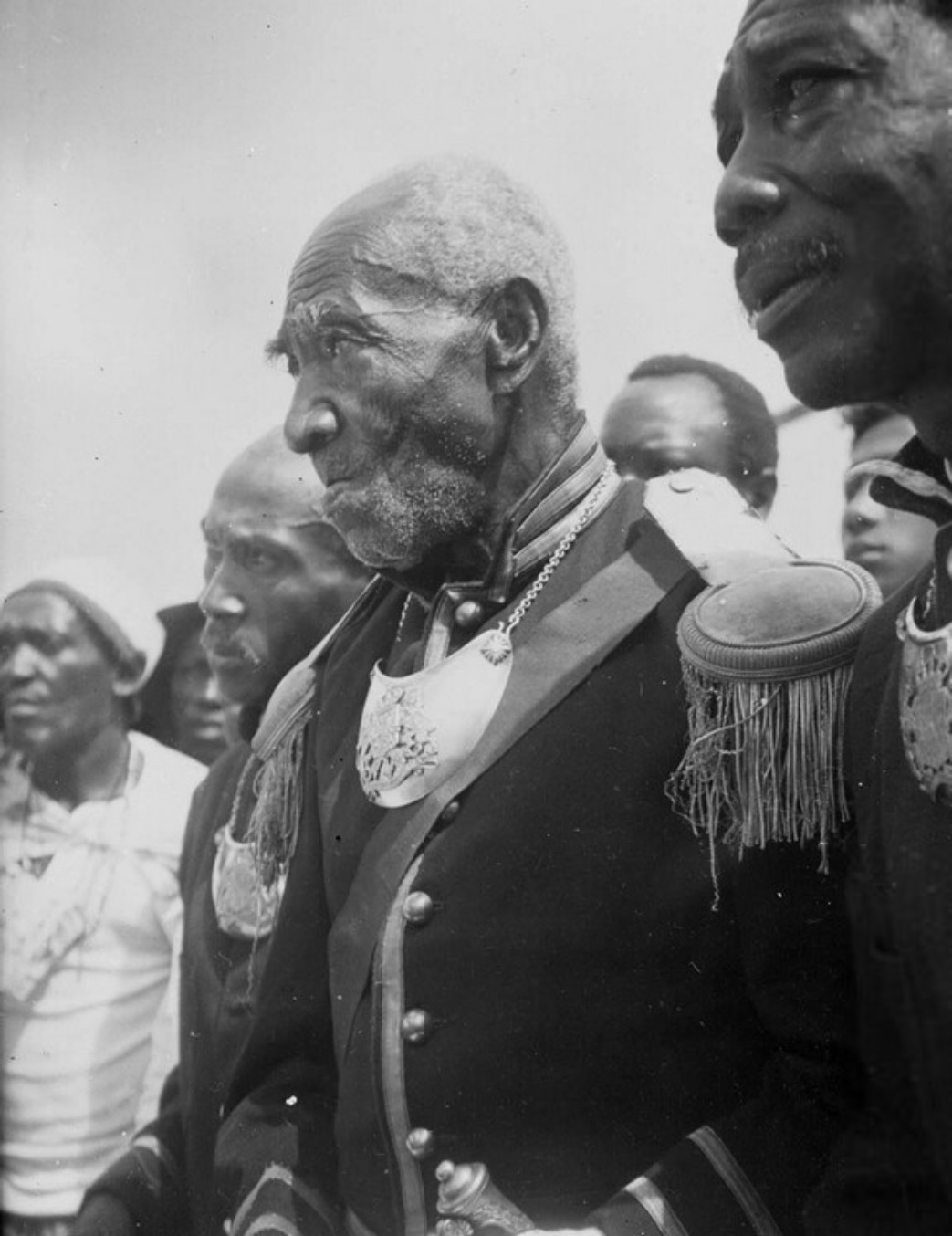
Granman Abunawooko bij het bezoek van Prinses Juliana (1943)
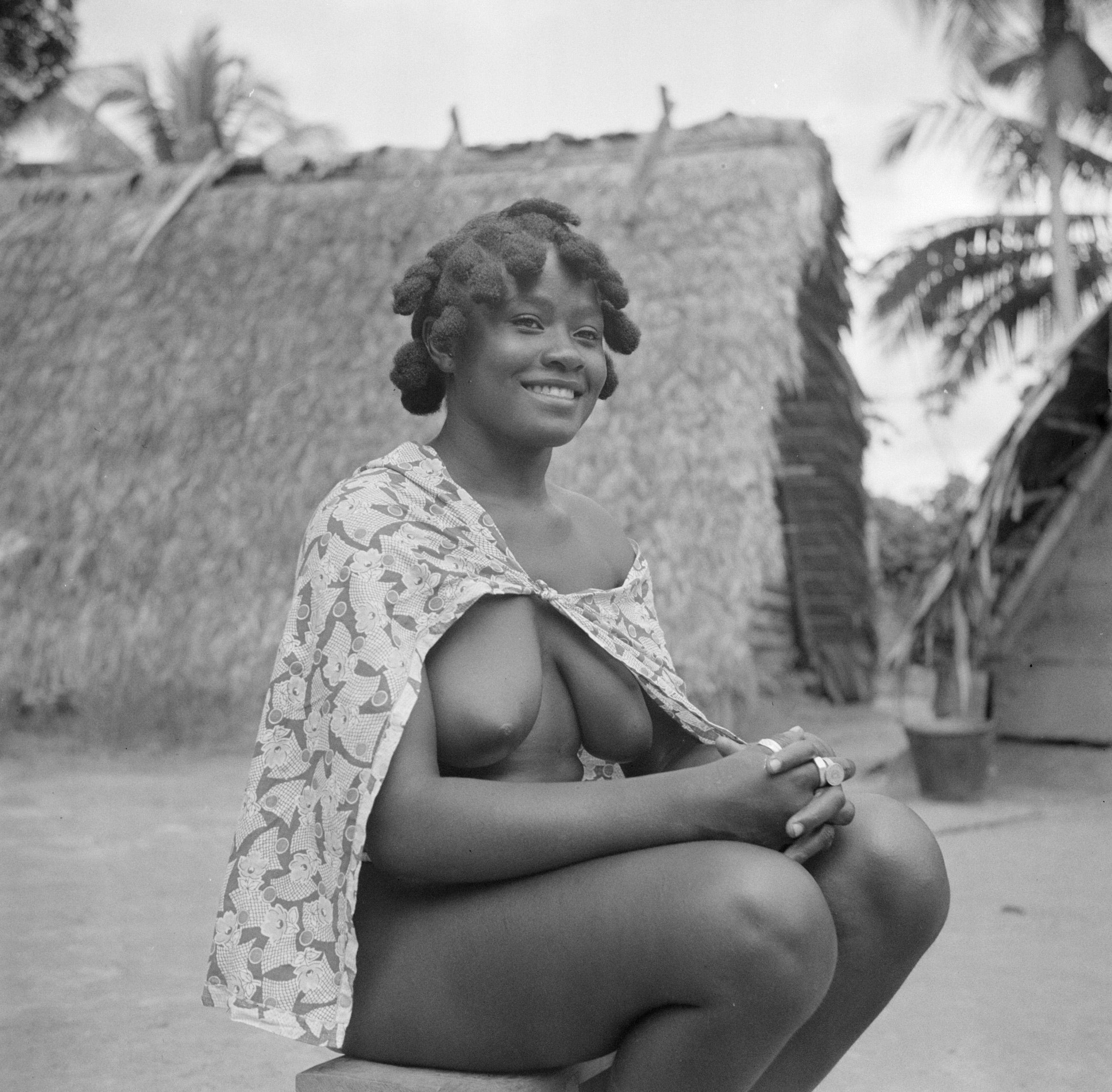
Een vrouw in Langetabbetje (1947)
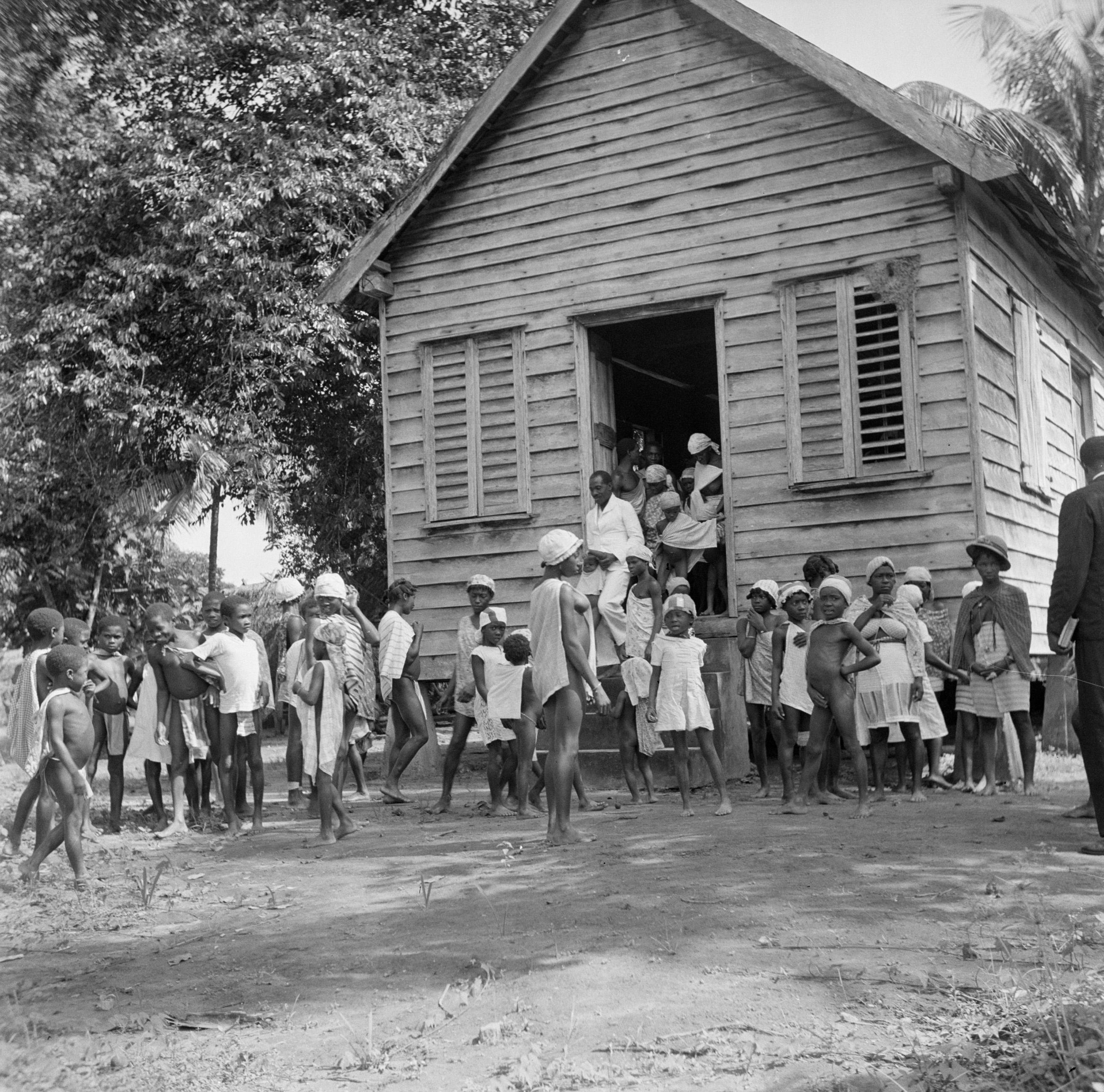
De kerk gaat uit (1947)

Trio/Wayana (lijst) · 
Aluku (lijst) · 
Aukaners (lijst) · 
Kwinti (lijst) · 
Matawai (lijst) · 
Paramaccaners (lijst) · 
Saramaccaners (lijst)
politiek in Suriname · granman · kapitein · basja